# 1313 Mockingbird Lane
1313 Mockingbird Lane fue una banda estadounidense de garage rock, cuyo nombre fue inspirado por la dirección de la mansión Munster, de la telecomedia The Munsters. El grupo fue formado a finales de los años 1980 en Albany, Nueva York, el cual hizo extensas giras, y lanzó a menos nueve diferentes sencillos de 45 RPM, un LP, y un CD. La banda tuvo una dedicatoria en una página completa del libro de Timothy Gassen, The Knights of Fuzz, el cual habla sobre el garage rock y el fenómeno musical de la música psicodélica de 1980 a 1995. De cientos de bandas que aparecen en el libro, Gassen incluyó a 1313 Mockingbird Lane en su lista de los «primeros 100», donde también aparecen The Chesterfield Kings y Flamin' Groovies.

## Historia
La música de 1313 Mockingbird Lane mantuvo los conceptos básicos de la saturación, órgano Farfisa, y gritos. La formación original de la banda consistió en Haunted Hausmann (guitarra y voz), Kim13 (órgano), Jay «Robin Graves» Howlett (bajo y voz), y Steve E. Luv (batería). El primero de varios 45 RPM fue un sencillo producido por Scarab Records en 1989, titulado Hornets Nest b/w My Hearse Is Double Parked. Con canciones posteriores como «Dig Her Up» y una que parodia al título de una canción de The Beatles llamado «I Don't Wanna Hold Your Hand». La gran mayoría de las letras de sus canciones, tratan de oscuridad y perdición, pero al mismo tiempo, están combinadas con un «humor de garage».
El baterista Steve E. Luv abandonó pronto la banda, y fue reemplazado por el antiguo baterista de Link Wray, Marty Feier que colaboró en Live In '85. El segundo lanzamiento de la banda, un EP con cuatro canciones, The Second Coming Of 1313 Mockingbird Lane (Scarab Records 1989) fue votado como una de las «grabaciones locales más exitosas de 1989» según dos periódicos, el Schenectady Gazette y el Metroland de Albany, el cual fue distribuido internacionalmente.
Poco después del lanzamiento de ese EP, la banda firmó un contrato con Sundazed Music. Sundazed Music lanzó canciones inéditas de diferentes grupos de garage rock y bandas de música surf como The Knickerbockers y The Five Americans. El primer LP de larga duración de la banda, Have Hearse Will Travel fue lanzado por Sundazed en 1990. El vinilo fue planchado en un color limo verde. Las notas que acompañan el disco de 13 canciones, fueron escritas por el vocalista principal de la banda Blotto, Sergeant Blotto.
Desde este punto, la formación de la banda cambió nuevamente con la marcha definitiva del bajista Robin Graves y el baterista Marty Feier, que fue reemplazado por Rusty «Krusty» Nales, luego por el baterista OP, y reemplazado nuevamente por Dave Pollack. Como organista, Kim comentó: «Tuvimos más bateristas que Spinal Tap». Feier abandonó la banda para ser parte de una gira de conciertos de tiempo completo en The Cast of Beatlemania, la cual protagonizaba miembros del show de Broadway, Beatlemania. 1313 Mockingbird Lane luego llevaría a cabo varios proyectos dobles con la leyenda de garage rock de Boston, Lyres. A principios de 1994, la banda llamó la atención de varios medios de comunicación mediante la emisión del lanzamiento simultáneo triple de sus nuevas grabaciones. En septiembre de 1994, Brian Goodman, de la banda The Projectiles de Rochester, Nueva York sustituyó al baterista Dave Pollack para los dos últimos sencillos, lanzados en 1996.
La banda se separó en 1996, tocando en su último show en el Pauly's Hotel en su ciudad natal de Albany. Esa noche, Susan Yasinski de Susan and the Surftones estaba entre la multitud y convenció a Brian Goodman para que se uniera a su banda, con Kim13 que pronto hizo lo mismo.

## Discografía

### Sencillos de 45 RPM en vinilo
- "Hornet's Nest/My Hearse (Is Double Parked)", 1989 Scarab Records #S-001
- "Monkey Cage Girl/Pretty Boys", 1991 Scarab Records #S-004
- "Psychedelic Monster/Dead Mary", 1991 Scarab Records #S-005
- "Slow Death/Dirty Bitch", 1993 Scarab Records #S-006
- "Alice Dee/Spider and The Fly", 1994 Weed Records Weed 011 France
- "Devil's Weed(Haunted Hausmann)/Tamala (Searchin' For...)" (escrito por Brian Goodman mientras estaba en The Projectiles), 1995 Screaming Apple Records SCAP No. 034 Germany
- "Naked (And Waiting)/Backwash Beach", 1995 Cacophone Records, CPR 45003
- "Problems/Drambuie", 1996 Cacophone Records, CPR 45005

### EP en vinilo
- The Second Coming Of 1313 Mockingbird Lane, 1989 Scarab Records SCARAB-002
- Froot Boots, 1993, Scarab Records #S-007

### LP en vinilo
- Have Hearse Will Travel, 1990 Who's Driving My Plane/Sundazed WD40

### CD
- Triskaidekaphobia, 1993 Midnight Records, MIRCD 152

### Recopilaciones
- What’s All The Fuzz About, casete, What Wave magazine, ww-07, 1989
- Some Kinda Weirdos In That Cave There!, casete, Cryptic Tymes magazine, 1993
- Ultra Swank: Cacophone Sound Action Sampler 1999, CD, Cacophone Records, 1999